# Carobbio degli Angeli
Carobbio degli Angeli är en ort och kommun i provinsen Bergamo i regionen Lombardiet i Italien. Kommunen hade 4 738 invånare (2018).